# 冲剂
冲剂是指用开水冲调即可服用的中药剂型，一般是由中草药煎熬浓缩而成。是在汤剂和糖浆剂的基础上发展出来的一种新中药剂型。
1995年版《中华人民共和国药典》第一部附录将1990版药典附录的“冲剂”改为“颗粒剂（冲剂）”，而在2000年版药典第一部附录中，颗粒剂取消了“冲剂”副名。

## 分类

### 溶解性能
- 可溶性冲剂
- 混悬性冲剂
- 泡腾冲剂

### 形状
- 颗粒状冲剂
- 块状冲剂